# Xian de Xunyi
Le xian de Xunyi (旬邑县 ; pinyin : Xúnyì Xiàn) est un district administratif de la province du Shaanxi en Chine. Il est placé sous la juridiction de la ville-préfecture de Xianyang.

## Démographie
La population du district était de 261 473 habitants en 1999.